# Tridacna crocea
Trai tai nghé hay sò tai nhé (Danh pháp khoa học: Tridacna crocea) là một động vật thân mềm hai mảnh vỏ trong họ Cardiidae. Chúng là một trong những loài có kích thước lớn trong họ này.

## Đặc điểm
Là một trong những loài trai lớn và nặng trong ngành thân mềm. Trên thế giới có con dài tới 1,35 m, nặng trên 260 kg. Mẫu vật thu tại cơ sở đảo Sinh Tồn (quần đảo Trường Sa, dài 0,95 m, rộng 0,51 m, vết màng áo 24 X 26 cm, vết cơ khép mở vỏ đường kính 10 cm. Mặt trong trơn có màu trắng ngà. Mặt ngoài nổi 6 gờ lớn và có màu trắng hơi xám. Hình dạng cũng giống như Tai bò (Tridacna squwmosa nhưng trai Tai nghé có vảy ở mặt ngoài chỉ còn lại mất tích. 

## Tập tính
Là loài sống cố định ăn lọc, thức ăn là sinh vật phù du. Sống cố định, dùng chân tơ bám vào bờ đá hay các rạn san hô dưới triều. Mẫu thu được ở độ sâu 6 m.Chúng phân bố: Thái Bình Dương: phía Tây đảo Xumatơra và Philippin đến Micronêsia, Melannesia và Australia. Phía Tây các đảo Fiji và Marshall. Ở Việt Nam thì mới phát hiện được ở quần đảo Trường Sa (đảo Sinh Tồn).